# Oshikunde (Wahlkreis)
Oshikunde ist ein Wahlkreis in der Region Ohangwena im hohen Norden Namibias. Verwaltungssitz ist die Ansiedlung Omutwewomunu. Der Wahlkreis hat (Stand 2023) knapp 21.900 Einwohner auf einer Fläche von 1630 km². Es gibt eine Klinik.

## Wahlen
| Wahl | Name            | Partei | Stimmenanteil |
| ---- | --------------- | ------ | ------------- |
| 2015 | Lonia Kaishungu | SWAPO  | 99,3 %        |
| 2020 | Lonia Kaishungu | SWAPO  | 90,5 %        |